# Петрова, Мария Тихоновна
Мария Тихоновна Петрова (1911 год — январь 2001, станица Усть-Быстрянская, Усть-Донецкий район, Ростовская область, Россия) — советский работник сельского хозяйства, доярка, Герой Социалистического Труда.

## Биография
Свою трудовую биографию М. Т. Перова начинала в полеводстве. После окончания Великой Отечественной войны руководство колхоза им. Дзержинского предложило Марии Тихоновне перейти на работу на ферму. Несмотря на работу дояркой ей приходилось, кроме основной деятельности, заниматься заготовкой кормов, выпасом коров и прочими работами.
Мария Тихоновна отличалась трудолюбием, что неоднократно помогало становиться победителем социалистического соревнования. Её трудовые достижения отмечались почётными грамотами районного комитета партии. В 1963 году бюро Ростовского сельского обкома КПСС и исполкома Ростовского сельского областного совета депутатов трудящихся постановило за достигнутые успехи в животноводстве занести имя М. Т. Петровой на областную Доску почёта.
Указом Президиума Верховного Совета СССР от 22 марта 1966 года за достигнутые успехи в развитии животноводства, доярке колхоза им. Дзержинского Марие Тихоновне Петровой, было присвоено звание Героя Социалистического Труда с вручением ордена Ленина и золотая медаль «Серп и Молот».
3 мая 2000 года постановлением главы Ростовской области Марии Тихоновне Петровой была назначена пожизненная доплата к пенсии.

## Награды
- Указом Президиума Верховного Совета СССР от 22 марта 1966 года Марии Тихоновне Петровой было присвоено звание Героя Социалистического Труда с вручением ордена Ленина и золотой медали «Серп и молот».
- Также награждена медалями.